# Michele Crisafulli Trimarchi
Michele Crisafulli Trimarchi (Savoca, 2 febbraio 1826 – Messina, 12 febbraio 1903) è stato un medico italiano, possidente, docente universitario e primo preside della Facoltà di medicina dell'Ateneo Messinese.

## Origini familiari
Michele Crisafulli Trimarchi nacque a Savoca dal notaio Vincenzo Crisafulli Nicotina (1794-1868) e da Francesca Trimarchi Prestipino (1792-1865).
La famiglia Crisafulli-Trimarchi era una delle più in vista di Savoca ed era al centro del potere politico ed ecclesiastico: il padre di Michele Crisafulli era notaio e Cassiere Comunale, sua madre era sorella dell'abate Vincenzo Trimarchi (1786-1848), dell'arciprete Giuseppe (1782-1863) e del medico Francesco (1780-1831), oltre che nipote di Onofrio Prestipino (1768-1855), giudice titolare del Regio Giudicato, sindaco di Savoca e cassiere del locale Monte frumentario.
I Crisafulli-Trimarchi possedevano inoltre vastissime proprietà agrarie e urbane a Savoca, Santa Teresa di Riva e Messina. Tra i fratelli del professor Michele Crisafulli Trimarchi, si ricordano il sacerdote Giuseppe Crisafulli Trimarchi (1819-1887), che fu preside della Facoltà di Lettere dell'Università di Messina e l'avvocato Francesco Antonio Crisafulli Trimarchi (1836-1904), padre del noto politico fascista Michele Crisafulli Mondìo (1881-1943) e nonno  del politico liberale Vincenzo Michele Trimarchi (1914-2007).

## Formazione e carriera accademica
Dopo i suoi studi di medicina, il prof. Crisafulli fu più volte inviato in Francia per perfezionarsi presso l'Ospedale di Salpetrière. Le spese per tale soggiorno di studio furono sostenute dal Comune di Messina.
Docente di Clinica Medica presso l'Università di Messina, Crisafulli fu dall'11 gennaio 1881 al 13 giugno 1884 il primo preside della Facoltà di Medicina e Chirurgia del suddetto Ateneo.
È stato autore di un trattato sulla febbricola.
Il Crisafulli morì a Savoca nel 1903 e fu tumulato nella cappella gentilizia Crisafulli Trimarchi del Gran Camposanto di Messina che egli stesso aveva fatto costruire nel 1888.

## Ascendenza
|                                |                      |                             | Genitori            |  |  | Nonni                           |  |  | Bisnonni            |  |
|                                |                      |                             |                     |  |  | Silvestro Crisafulli Trischitta |  |  | Giuseppe Crisafulli |  |
|                                |                      |                             |                     |  |  | Silvestro Crisafulli Trischitta |  |  | Giuseppe Crisafulli |  |
|                                |                      | Biagia Trischitta           |                     |  |  | Silvestro Crisafulli Trischitta |  |  |                     |  |
| Vincenzo Crisafulli Nicòtina   |                      |                             |                     |  |  | Silvestro Crisafulli Trischitta |  |  |                     |  |
|                                |                      | Rosaria Nicòtina            | Natale Nicotina     |  |  |                                 |  |  |                     |  |
|                                |                      | Rosaria Nicòtina            | Natale Nicotina     |  |  |                                 |  |  |                     |  |
|                                |                      | Rosaria Nicòtina            | Anna Costa          |  |  |                                 |  |  |                     |  |
| Michele Crisafulli Trimarchi   |                      | Rosaria Nicòtina            |                     |  |  |                                 |  |  |                     |  |
|                                | Sebastiano Trimarchi | …                           |                     |  |  |                                 |  |  |                     |  |
|                                | Sebastiano Trimarchi | …                           |                     |  |  |                                 |  |  |                     |  |
|                                | Sebastiano Trimarchi | …                           |                     |  |  |                                 |  |  |                     |  |
| Francesca Trimarchi Prestipino | Sebastiano Trimarchi |                             |                     |  |  |                                 |  |  |                     |  |
|                                |                      | Domenica Prestipino Toscano | Domenico Prestipino |  |  |                                 |  |  |                     |  |
|                                |                      | Domenica Prestipino Toscano | Domenico Prestipino |  |  |                                 |  |  |                     |  |
|                                |                      | Domenica Prestipino Toscano | Maria Toscano       |  |  |                                 |  |  |                     |  |
|                                |                      | Domenica Prestipino Toscano |                     |  |  |                                 |  |  |                     |  |